# Arvmonarki
Arvmonarki är en form av monarki där titeln går i arv inom en familj eller släkt. Det är den form som används av nästan alla existerande monarkier i världen.
Den andra typen av monarki är valmonarki, som i praktiken kan fungera som arvmonarki då möjligheten att bli vald begränsas, formellt eller i realiteten, till en familj. I en arvmonarki kommer alla monarkerna från samma familj och kronan lämnas vidare från en familjemedlem till nästa. Systemet har flera fördelar, såsom stabilitet, kontinuitet och förutsägbarhet och även faktorer som familjeband och lojalitet gör monarkin tryggare och stabilare.
När drottningen eller kungen i en monarki dör eller abdikerar är den vanligaste successionsordningen att en son eller dotter ur nästa generation ärver kronan. När det barnet dör ärvs kronan av dennes barn eller, om barn saknas, av en syster, bror, syskonbarn, kusin eller annan släkting. De flesta arvmonarkier har en lagstadgad successionsordning så att det är väl känt vem som kommer att bli nästa monark. Tronföljdsordningar baseras numera på någon variant av förstfödslorätt men andra metoder var tidigare vanliga, såsom senioritet (varmed tronen i första hand ärvs av regentens äldsta syskon framför den egna avkomman – först när en generation är förbrukad tas den nästa i bruk), tanisteri (varmed en arvtagare utses inom den förnämsta aristokratin under regentens livstid; ibland av denne själv) och rotation, där tronen växlar mellan olika familjer eller mellan olika personer.
Under historiens gång har det funnits olika former av succession, där skillnaderna framför allt har gällt huruvida successionen endast gäller män (agnatisk tronföljd) eller om kvinnor också kan vara efterträdare (kognatisk tronföljd). Enligt agnatisk tronföljd kan kvinnor inte ärva kronan och de kan inte heller föra arvsrätten vidare till sina manliga barn. Detta har ansetts vara i enlighet med saliska lagen och har gällt exempelvis i Frankrike. En agnat är en släkting som delar en gemensam förfader genom en obruten, direkt, manlig linje. Kognatisk tronföljd betydde förr vilken tronföljdsordning som helst som medgav både manliga och kvinnliga tronföljare, men i dagens språkbruk betyder det[källa behövs] tronföljd genom senioritet utan hänsyn till kön.
En valmonarki kan i praktiken fungera som en arvmonarki, till exempel om de valbara endast tillhör en viss familj. En metod var att den sittande monarken såg till att valet skedde medan han levde och kunde använda sitt inflytande. På så sätt kunde han styra valet så att den nye monarken blev den arvinge han hade utsett (en son, dotter, bror, syster eller annan släkting).
Många senmedeltida länder i Europa var officiellt valmonarkier, men redan då med samma familj på tronen under århundraden. Denna hybrid kan beskrivas som pseudovalmonarkier och de var i praktiken arvmonarkier med successionsordningen i långsam förändring. De flesta av dessa hybridmonarkier blev officiellt arvmonarkier efter medeltidens slut.